# Severoamerická měnová unie

Mapa hypotetické Severoamerické unie

Symbol amera (návrh)

Severoamerická unie nebo Severoamerická měnová unie (the North American (currency) union, NAU někde též Union of North America, UNA) je uvažovaná ekonomická a měnová unie zahrnující Kanadu, Spojené státy americké a Mexiko. Návrh předpokládá, že tyto tři země by se vzdaly svých současných měn (jimiž jsou kanadský dolar, americký dolar a mexické peso) a přijaly by novou měnu, která by mohla nést název amero.
Tato myšlenka je analogická Evropské unii (respektive Evropské měnové unii) a její měně euru.
Existuje konspirační teorie, vlivná zejména mezi americkými konzervativci, která tvrdí, že vlády zmíněných tří zemí přechod na tuto měnu tajně připravují.

## Základní předpoklad
Tato měna by zaujala formu nové měny, podobně jako euro. Amero by nahradilo měny všech tří zmíněných zemí.
C. D. Howe Institute, jeden z kanadských ekonomických a společenských think tanků, vznik sdílené měny mezi Kanadou a Spojenými státy hájí. Fraserův institut, jiný konzervativní think tank, taktéž argumentoval pro vznik amera; Herbert G. Grubel, čestný člen Fraserova institutu, přišel s knihou nazvanou The Case for the Amero již v září 1999. Naopak, národní skupiny na středu nebo levé straně politického spektra, jako Kanadská rada, silně odporují jakémukoli posunu směrem k sjednocení měny s námitkou, že by to znamenalo poškození kanadské ekonomiky i kanadské suverenity.

## Stanoviska jednotlivých států

### Kanada
Jeden z argumentů je ten, že by se ve fiskálních transakcích ušetřily 3 miliardy amerických dolarů. Titíž autoři také poznamenali, že hrubý domácí produkt Kanady by se za dvacet let zvýšil o 33 %, kdyby Kanada amero přijala.
Myšlenka společné měny zaznamenala více podpory v Québecu než ve zbytku Kanady; tam by ji přijala více než polovina obyvatelstva.

### Spojené státy americké
Jeden z argumentů pro Spojené státy vyvinout tlak na přijetí společné měny je skutečnost, že by Kanadu a potenciálně i Mexiko učinil podstatně monetárně závislejšími na Spojených státech, které by z této závislosti mohly těžit k dosažení některých politických a ekonomických cílů.
Za druhé, s premisou současného rozmachu eura v celosvětovém obchodu, by politika dolarizace, kterou by přijala Kanada nebo Mexiko, nebo i změna k navrhovanému ameru mohla pomoci prosazení celosvětové dominance dolaru resp. amera. Nicméně je nepravděpodobné, že by spojení pouze dvou nebo tří zemí stačilo k odvrácení aspirace eura na potenciální novou dominantní měnu.

### Mexiko
O možnosti monetární fúze se též diskutovalo v Mexiku, a to jako o přirozeném kroku, který je vhodné udělat po vstoupení do NAFTA.

### Stanoviska v jiných regionech
Existuje mnoho úrovní měnové spolupráce, které se v Severní a Jižní Americe objevily. Mnoho států – jako Argentina, Brazílie a Kanada – měly svého času svou měnu upoutanou k americkému dolaru. V mnoha státech Střední Ameriky a Karibiku je americký dolar de facto druhou měnou (např. Barbados a Východokaribská měnová unie).
Jak v Panamě (od její nezávislosti v roce 1903), tak v Ekvádoru (od roku 2000) a Salvadoru (od roku 2001) slouží americký dolar jako legální měna. Někteří odborníci proto namítají, že měnové sjednocení je všechno, jen ne nevyhnutelné, ať už je chtěné či nikoli.

## Mince amera
V srpnu 2007 začaly obíhat zvěsti o tom, že státní pokladna USA (US Treasury) začala razit mince. 31. srpna 2007 začal Hal Turner, vlastník jednoho internetového rádia a zastánce různých konspiračních teorií, tvrdit, že obdržel amero přímo od jednatele státní pokladny. Nicméně tyto mince nebo medailonky byly vyráběny denverskou společností Designs Computed. Jejich návrhář, Daniel Carr, též zhotovil čtvrťáky států New York a Rhode Island, které přešly do oběhu v roce 2001. Carr označil tyto mince za prototypy.